# 한동현
한동현(韓東賢, 1968년~)은 재일 한국인 사회학자이다.